# Danh sách giám mục người Việt

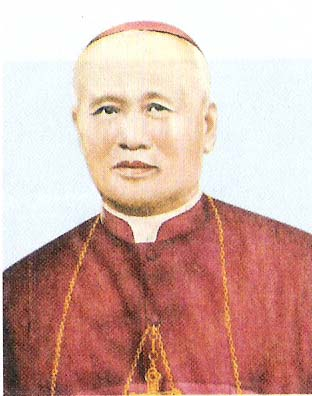
Gioan Baotixita Nguyễn Bá Tòng, người đầu tiên được phong Giám mục ở Việt Nam.

Hàng Giáo phẩm Việt Nam được thành lập vào ngày 24 tháng 11 năm 1960, tuy nhiên, cách mốc đó 27 năm, vào năm 1933, Việt Nam, lúc bấy giờ là một phần của Liên bang Đông Dương, bắt đầu có giám mục người bản địa đầu tiên. Vị giám mục đầu tiên được tấn phong đó là Gioan Baotixita Nguyễn Bá Tòng, thuộc Giáo phận Phát Diệm. Kể từ đó đến nay, đã có 138 Giám mục người Việt đã được bổ nhiệm và tấn phong (bao gồm Giám mục Hầm trú Giacôbê Lê Văn Mẫn); trong số đó có 6 vị được vinh thăng Hồng y, bao gồm Giuse Maria Trịnh Như Khuê, Giuse Maria Trịnh Văn Căn, Phaolô Giuse Phạm Đình Tụng, Phanxicô Xaviê Nguyễn Văn Thuận, Gioan Baotixita Phạm Minh Mẫn và Phêrô Nguyễn Văn Nhơn. Ngoài ra, có 10 vị là người gốc Việt, được bổ nhiệm giữ các chức vụ của Tòa Thánh hoặc coi sóc các giáo phận ngoài Việt Nam.
Phần lớn giám mục ở Việt Nam được tấn phong sau ngày 30 tháng 4 năm 1975. Gioan Baotixita Bùi Tuần là vị giám mục duy nhất được phong vào ngày này, và cũng là vị giám mục người Việt cuối cùng được phong trong thời điểm từ 30 tháng 4 năm 1975 trở về trước. Năm 1980, Hội đồng Giám mục Việt Nam được thành lập, trở thành tổ chức giám mục Công giáo thống nhất trên toàn lãnh thổ Việt Nam.

## Danh sách giám mục

### Giám mục đương nhiệm
Chú giải
| Giáo phận                            | Huy hiệu giám mục | Chân dung        | Họ và tên Thánh                | Ngày tấn phong                          | Khẩu hiệu giám mục                            | Chức nhiệm | Ghi chú          |
| Giáo tỉnh Hà Nội                     | Giáo tỉnh Hà Nội  | Giáo tỉnh Hà Nội | Giáo tỉnh Hà Nội               | Giáo tỉnh Hà Nội                        | Giáo tỉnh Hà Nội                              | Giáo tỉnh Hà Nội | Giáo tỉnh Hà Nội |
| ------------------------------------ | ----------------- | ---------------- | ------------------------------ | --------------------------------------- | --------------------------------------------- | --- | ---------------- |
| Tổng giáo phận Hà Nội                |                   |                  | Giuse Vũ Văn Thiên             | 2 tháng 1 năm 2003 (22 năm, 214 ngày)   | "Phục vụ trong niềm vui và hy vọng"           | Trưởng Giáo tỉnh Hà Nội Tổng giám mục chính tòa Tổng giáo phận Hà Nội Phó chủ tịch Hội đồng Giám mục Việt Nam                          | [ 3 ] [ 4 ]      |
| Tổng giáo phận Hà Nội                |                   |                  | Giuse Vũ Công Viện             | 28 tháng 11 năm 2024                    | "Hiền lành và Khiêm nhường trong lòng"        | Giám mục phụ tá Tổng giáo phận Hà Nội.                                                                                                 |                  |
| Giáo phận Bắc Ninh                   |                   |                  | Giuse Đỗ Quang Khang           | 14 tháng 12 năm 2021 (3 năm, 233 ngày)  | "Gặp gỡ – Lắng nghe – Phân định"              | Giám mục chính tòa Giáo phận Bắc Ninh Chủ tịch Ủy ban Giáo sĩ - Chủng sinh, Hội đồng Giám mục Việt Nam                                 | [ 4 ]            |
| Giáo phận Bùi Chu                    |                   |                  | Tôma Aquinô Vũ Đình Hiệu       | 10 tháng 10 năm 2009 (15 năm, 298 ngày) | "Ngài yêu họ đến cùng"                        | Giám mục chính tòa Giáo phận Bùi Chu Chủ tịch Ủy ban Bác ái Xã hội - Caritas, Hội đồng Giám mục Việt Nam                               | [ 4 ]            |
| Giáo phận Hà Tĩnh                    |                   |                  | Louis Nguyễn Anh Tuấn          | 14 tháng 10 năm 2017 (7 năm, 294 ngày)  | "Này con đây"                                 | Giám mục chính tòa Giáo phận Hà Tĩnh Phó tổng thư ký Hội đồng Giám mục Việt Nam                                                        | [ 4 ]            |
| Giáo phận Hải Phòng                  |                   |                  | Vinh Sơn Nguyễn Văn Bản        | 15 tháng 5 năm 2009 (16 năm, 84 ngày)   | "Hãy bước theo Thần Khí"                      | Giám mục chính tòa Giáo phận Hải Phòng Chủ tịch Ủy ban Kinh Thánh, Hội đồng Giám mục Việt Nam                                          | [ 4 ]            |
| Giáo phận Hưng Hóa                   |                   |                  | Đa Minh Hoàng Minh Tiến        | 14 tháng 2 năm 2022 (3 năm, 171 ngày)   | "Hiệp nhất và Yêu thương"                     | Giám mục chính tòa Giáo phận Hưng Hóa Chủ tịch Ủy ban Loan báo Tin Mừng, Hội đồng Giám mục Việt Nam                                    | [ 4 ]            |
| Giáo phận Hưng Hóa                   |                   |                  | Phaolô Nguyễn Quang Đĩnh       | 27 tháng 5 năm 2025 (4 ngày)            | "Chính Thầy đây, đừng sợ"                     | Giám mục phụ tá Giáo phận Hưng Hóa |                  |
| Giáo phận Lạng Sơn và Cao Bằng       |                   |                  | Giuse Châu Ngọc Tri            | 4 tháng 8 năm 2006 (19 năm, 0 ngày)     | "Trời mới – Đất mới"                          | Giám mục chính tòa Giáo phận Lạng Sơn và Cao Bằng Đặc trách Văn phòng Mục vụ Đối thoại Đại kết và Liên tôn, Hội đồng Giám mục Việt Nam | [ 4 ]            |
| Giáo phận Phát Diệm                  |                   |                  | Phêrô Kiều Công Tùng           | 16 tháng 5 năm 2023 (2 năm, 80 ngày)    | "Cùng đi trong Thần Khí"                      | Giám mục chính tòa Giáo phận Phát Diệm                                                                                                 |                  |
| Giáo phận Thái Bình                  |                   |                  | Đa Minh Đặng Văn Cầu           | 31 tháng 12 năm 2022 (2 năm, 216 ngày)  | "Này con xin đến"                             | Giám mục chính tòa Giáo phận Thái Bình                                                                                                 |                  |
| Giáo phận Thanh Hóa                  |                   |                  | Giuse Nguyễn Đức Cường         | 27 tháng 6 năm 2018 (7 năm, 38 ngày)    | "Hãy ra chỗ nước sâu mà thả lưới"             | Giám mục chính tòa Giáo phận Thanh Hóa Chủ tịch Ủy ban Công lý - Hòa bình, Hội đồng Giám mục Việt Nam                                  | [ 4 ]            |
| Giáo phận Vinh                       |                   |                  | Anphong Nguyễn Hữu Long        | 6 tháng 9 năm 2013 (11 năm, 332 ngày)   | "Mang vào mình mùi chiên"                     | Giám mục chính tòa Giáo phận Vinh Đặc trách Hội Thừa sai Việt Nam, Hội đồng Giám mục Việt Nam                                          | [ 4 ]            |
| Giáo phận Vinh                       |                   |                  | Phêrô Nguyễn Văn Viên          | 4 tháng 9 năm 2013 (11 năm, 334 ngày)   | "Thầy ban cho anh em bình an của Thầy"        | Giám mục phụ tá Giáo phận Vinh Chủ tịch Ủy ban Mục vụ Giới trẻ và Thiếu nhi, Hội đồng Giám mục Việt Nam                                | [ 4 ]            |
| Giáo tỉnh Huế                        |                   |                  |                                |                                         |                                               | |                  |
| Tổng giáo phận Huế                   |                   |                  | Giuse Đặng Đức Ngân            | 3 tháng 12 năm 2007 (17 năm, 244 ngày)  | "Đến với muôn dân"                            | Tổng Giám mục Tổng giáo phận Huế Giám quản tông tòa Giáo phận Đà Nẵng Chủ tịch Ủy ban Văn hóa, Hội đồng Giám mục Việt Nam              |                  |
| Giáo phận Ban Mê Thuột               |                   |                  | Gioan Baotixita Nguyễn Huy Bắc | 22 tháng 8 năm 2024 (347 ngày)          | "Có Chúa cùng hoạt động"                      | Giám mục chính tòa Giáo phận Ban Mê Thuột                                                                                              |                  |
| Giáo phận Đà Nẵng                    | trống tòa         | trống tòa        | trống tòa                      | trống tòa                               | trống tòa                                     | trống tòa | trống tòa        |
| Giáo phận Kon Tum                    |                   |                  | Aloisiô Nguyễn Hùng Vị         | 3 tháng 12 năm 2015 (9 năm, 244 ngày)   | "Lòng mến trong Sự thật"                      | Giám mục chính tòa Giáo phận Kon Tum Chủ tịch Ủy ban Thánh nhạc, Hội đồng Giám mục Việt Nam                                            | [ 4 ]            |
| Giáo phận Nha Trang                  |                   |                  | Giuse Huỳnh Văn Sỹ             | 27 tháng 6 năm 2023 (2 năm, 38 ngày)    | "Vâng Lời Thầy, Con Thả Lưới"                 | Giám mục chính tòa Giáo phận Nha Trang                                                                                                 | [ 4 ]            |
| Giáo phận Qui Nhơn                   |                   |                  | Mátthêu Nguyễn Văn Khôi        | 4 tháng 2 năm 2010 (13 năm, 181 ngày)   | "Tình yêu Đức Kitô thúc bách chúng tôi"       | Giám mục chính tòa Giáo phận Qui Nhơn Chủ tịch Ủy ban Nghệ thuật thánh, Hội đồng Giám mục Việt Nam                                     | [ 4 ]            |
| Giáo tỉnh Sài Gòn                    |                   |                  |                                |                                         |                                               | |                  |
| Tổng giáo phận Thành phố Hồ Chí Minh |                   |                  | Giuse Nguyễn Năng              | 8 tháng 9 năm 2009 (15 năm, 330 ngày)   | "Hiệp thông – Phục vụ"                        | Trưởng Giáo tỉnh Sài Gòn Tổng giám mục chính tòa Tổng giáo phận Thành phố Hồ Chí Minh Chủ tịch Hội đồng Giám mục Việt Nam              | [ 4 ]            |
| Tổng giáo phận Thành phố Hồ Chí Minh |                   |                  | Giuse Bùi Công Trác            | 3 tháng 1 năm 2023 (2 năm, 213 ngày)    | "Chúa Kitô đang sống"                         | Giám mục phụ tá Tổng giáo phận Thành phố Hồ Chí Minh                                                                                   |                  |
| Giáo phận Bà Rịa                     |                   |                  | Emmanuel Nguyễn Hồng Sơn       | 20 tháng 1 năm 2016 (9 năm, 196 ngày)   | "Vâng nghe Thánh Thần"                        | Giám mục chính tòa Giáo phận Bà Rịa Chủ tịch Ủy ban Phụng tự, Hội đồng Giám mục Việt Nam                                               | [ 4 ]            |
| Giáo phận Cần Thơ                    |                   |                  | Phêrô Lê Tấn Lợi               | 18 tháng 5 năm 2023 (2 năm, 78 ngày)    | "Chúa biết con..."                            | Giám mục chính tòa Giáo phận Cần Thơ                                                                                                   |                  |
| Giáo phận Đà Lạt                     |                   |                  | Đa Minh Nguyễn Văn Mạnh        | 31 tháng 5 năm 2017 (8 năm, 65 ngày)    | "Mẹ và Mục Tử"                                | Giám mục chính tòa Giáo phận Đà Lạt Chủ tịch Ủy ban Mục vụ Gia đình, Hội đồng Giám mục Việt Nam                                        | [ 4 ]            |
| Giáo phận Long Xuyên                 |                   |                  | Giuse Trần Văn Toản            | 29 tháng 5 năm 2014 (11 năm, 67 ngày)   | "Vinh dự của tôi là thập giá Chúa Giêsu Kitô" | Giám mục chính tòa Giáo phận Long Xuyên Chủ tịch Ủy ban Giáo dân, Hội đồng Giám mục Việt Nam                                           | [ 4 ]            |
| Giáo phận Mỹ Tho                     |                   |                  | Phêrô Nguyễn Văn Khảm          | 15 tháng 11 năm 2008 (16 năm, 262 ngày) | "Hãy theo Thầy"                               | Giám mục chính tòa Giáo phận Mỹ Tho Chủ tịch Ủy ban Tu sĩ, Hội đồng Giám mục Việt Nam                                                  | [ 4 ]            |
| Giáo phận Phan Thiết                 |                   |                  | Giuse Đỗ Mạnh Hùng             | 4 tháng 8 năm 2016 (9 năm, 0 ngày)      | "Hợp nhất trong Đức Tin"                      | Giám mục chính tòa Giáo phận Phan Thiết Tổng thư ký Hội đồng Giám mục Việt Nam                                                         | [ 4 ]            |
| Giáo phận Phú Cường                  |                   |                  | Giuse Nguyễn Tấn Tước          | 29 tháng 4 năm 2011 (14 năm, 97 ngày)   | "Ngài phải lớn lên"                           | Giám mục chính tòa Giáo phận Phú Cường Chủ tịch Ủy ban Truyền thông xã hội, Hội đồng Giám mục Việt Nam                                 | [ 4 ]            |
| Giáo phận Vĩnh Long                  |                   |                  | Phêrô Huỳnh Văn Hai            | 11 tháng 12 năm 2015 (9 năm, 236 ngày)  | "Hãy ra khơi và thả lưới"                     | Giám mục chính tòa Giáo phận Vĩnh Long Chủ tịch Ủy ban Giáo dục Công giáo, Hội đồng Giám mục Việt Nam                                  | [ 4 ]            |
| Giáo phận Xuân Lộc                   |                   |                  | Gioan Đỗ Văn Ngân              | 1 tháng 6 năm 2017 (8 năm, 64 ngày)     | "Tựa vào lòng Chúa Giêsu"                     | Giám mục chính tòa Giáo phận Xuân Lộc Chủ tịch Ủy ban Giáo lý Đức tin, Hội đồng Giám mục Việt Nam                                      | [ 4 ]            |
| Giáo phận Xuân Lộc                   |                   |                  | Đa Minh Nguyễn Tuấn Anh        | 9 tháng 10 năm 2024 (299 ngày)          | "Nguyện ý Chúa nên trọn"                      | Giám mục phụ tá Giáo phận Xuân Lộc | [ 4 ]            |
| Canada                               |                   |                  |                                |                                         |                                               | |                  |
| Tổng giáo phận Toronto               |                   |                  | Vinh Sơn Nguyễn Mạnh Hiếu      | 13 tháng 1 năm 2010 (15 năm, 203 ngày)  | "Thầy ở cùng các con"                         | Giám mục phụ tá Tổng giáo phận Toronto                                                                                                 |                  |
| Giáo phận Kamloops                   |                   |                  | Giuse Nguyễn Thế Phương        | 26 tháng 8 năm 2016 (8 năm, 343 ngày)   | "Đứng vững trong Chúa"                        | Giám mục chính tòa Giáo phận Kamloops                                                                                                  |                  |
| Úc                                   |                   |                  |                                |                                         |                                               | |                  |
| Giáo phận Parramatta                 |                   |                  | Vinh Sơn Nguyễn Văn Long       | 23 tháng 6 năm 2011 (14 năm, 42 ngày)   | "Hãy ra khơi"                                 | Giám mục chính tòa Giáo phận Parramatta                                                                                                |                  |
| Giáo phận Melbourne                  |                   |                  | Gioakim Nguyễn Xuân Thinh      | 1 tháng 2 năm 2025 (184 ngày)           | "Hãy can đảm, Người gọi con"                  | Giám mục phụ tá Giáo phận Melbourne |                  |
| Lào                                  |                   |                  |                                |                                         |                                               | |                  |
| Hạt Đại diện Tông tòa Viêng Chăn     |                   |                  | Antôn Hoàng Hữu Thư            | 25 tháng 3 năm 2025                     | "Chúa là nguồn ánh sáng và ơn cứu độ của tôi" | Đại diện Tông tòa Hạt Đại diện Tông tòa Viêng Chăn                                                                                     |                  |
| Hoa Kỳ                               |                   |                  |                                |                                         |                                               | |                  |
| Giáo phận Orange                     |                   |                  | Tôma Nguyễn Thái Thành         | 19 tháng 12 năm 2017 (7 năm, 228 ngày)  | "Ngài dẫn dắt tôi"                            | Giám mục phụ tá Giáo phận Orange |                  |
| Tổng giáo phận Atlanta               |                   |                  | Gioan Trần Văn Nhàn            | 23 tháng 1 năm 2023 (2 năm, 193 ngày)   | "Đức Chúa sẽ liệu"                            | Giám mục phụ tá Tổng giáo phận Atlanta                                                                                                 |                  |
| Giáo phận San Diego                  |                   |                  | Micae Phạm Minh Cường          | 28 tháng 9 năm 2023 (1 năm, 310 ngày)   | "Hiệp nhất trong Chúa Kitô"                   | Giám mục chính tòa Giáo phận San Diego                                                                                                 |                  |

### Danh sách đầy đủ
Chú giải
*Ghi chú: Danh sách được xếp theo thứ tự thời gian được tấn phong, các tước vị hồng y cũng được ghi chú trong danh sách này. Các giám mục được bổ nhiệm nhưng chưa được tấn phong sẽ được in nghiêng.
| STT   | Tên đầy đủ                       | Ngày được tấn phong | Khẩu hiệu Giám mục                                                           | Chức nhiệm cao nhất              | Chú thích     |
| ----- | -------------------------------- | ------------------- | ---------------------------------------------------------------------------- | -------------------------------- | ------------- |
| 1 †   | Gioan Baotixita Nguyễn Bá Tòng   | 11/06/1933          | "Hãy châm rễ sâu trong dân ta chọn"                                          | Phát Diệm                        | [ 6 ] [ 7 ]   |
| 2 †   | Đa Minh Maria Hồ Ngọc Cẩn        | 29/06/1935          | "Hết tình nhẫn nhục và tận tâm giáo huấn"                                    | Bùi Chu                          | [ 8 ]         |
| 3 †   | Phêrô Martinô Ngô Đình Thục      | 04/05/1938          | "Chiến sĩ Chúa Kitô"                                                         | Vĩnh Long Huế                    | [ 9 ]         |
| 4 †   | Gioan Maria Phan Đình Phùng      | 03/12/1940          | "Lạy Chúa, con yêu mến Chúa"                                                 | Phát Diệm                        | [ 10 ]        |
| 5 †   | Tađêô Lê Hữu Từ                  | 28/10/1945          | "Tiếng kêu trên rừng vắng"                                                   | Phát Diệm Bùi Chu                | [ 11 ]        |
| 6 †   | Phêrô Maria Phạm Ngọc Chi        | 04/08/1950          | "Vâng lời thầy con thả lưới"                                                 | Bùi Chu Quy Nhơn Đà Nẵng         | [ 12 ] [ 13 ] |
| 7 †   | Giuse Maria Trịnh Như Khuê       | 15/08/1950          | "Hãy theo Thầy"                                                              | Hà Nội                           | [ 14 ]        |
| 8 †   | Đa Minh Hoàng Văn Đoàn           | 03/09/1950          | "Tôi sẽ rao truyền danh Chúa cho các anh em tôi"                             | Bắc Ninh Quy Nhơn                | [ 15 ]        |
| 9 †   | Gioan Baotixita Trần Hữu Đức     | 16/09/1951          | "Hãy dọn đường Chúa"                                                         | Vinh                             | .             |
| 10 †  | Giuse Trương Cao Đại             | 19/03/1953          | "Xin Thánh hoá chúng trong sự thật"                                          | Hải Phòng                        |               |
| 11 †  | Simon Hòa Nguyễn Văn Hiền        | 30/11/1955          | "Rao giảng chúa Giêsu chịu đóng đinh"                                        | Sài Gòn Đà Lạt                   |               |
| 12 †  | Phaolô Nguyễn Văn Bình           | 30/11/1955          | "Hãy đi rao giảng"                                                           | Cần Thơ Sài Gòn                  |               |
| 13 †  | Phêrô Maria Khuất Văn Tạo        | 07/02/1956          | "Chiến thắng trong bác ái"                                                   | Hải Phòng Bắc Ninh               |               |
| 14 †  | Phaolô Bùi Chu Tạo               | 26/04/1959          | "Yêu thương không giả dối"                                                   | Phát Diệm                        |               |
| 15 †  | Đa Minh Maria Đinh Đức Trụ       | 25/03/1960          | "Lính tốt của Chúa Kitô"                                                     | Thái Bình                        |               |
| 16 †  | Phêrô Maria Nguyễn Huy Quang     | 23/04/1960          | "Đức tin - Bình an"                                                          | Hưng Hóa                         |               |
| 17 †  | Giuse Maria Phạm Năng Tĩnh       | 10/11/1960          | "Đến với Chúa Giêsu nhờ Mẹ Maria"                                            | Bùi Chu                          |               |
| 18 †  | Antôn Nguyễn Văn Thiện           | 22/01/1961          | "Thực hành và chân lý"                                                       | Vĩnh Long                        |               |
| 19 †  | Micae Nguyễn Khắc Ngữ            | 22/01/1961          | "Chúa trong anh chị em"                                                      | Long Xuyên                       |               |
| 20 †  | Giuse Trần Văn Thiện             | 22/01/1961          | "Phần rỗi trong Thánh Giá"                                                   | Mỹ Tho                           |               |
| 21 †  | Philipphê Nguyễn Kim Điền        | 22/01/1961          | "Nên mọi sự cho mọi người"                                                   | Cần Thơ Huế                      |               |
| 22 †  | Phaolô Nguyễn Đình Nhiên         | 15/03/1963          | "Lẽ sống của tôi là Đức Kitô"                                                | Vinh                             |               |
| 23 †  | Giuse Maria Trịnh Văn Căn        | 02/06/1963          | "Thương yêu - Vui mừng - Bình an"                                            | Hà Nội                           |               |
| 24 †  | Phaolô Giuse Phạm Đình Tụng      | 15/08/1963          | "Tôi tin vào tình yêu Thiên Chúa"                                            | Bắc Ninh Hà Nội                  |               |
| 25 †  | Giuse Lê Quý Thanh               | 13/02/1964          | "Chúc tụng Chúa"                                                             | Phát Diệm                        |               |
| 26 †  | Giacôbê Nguyễn Ngọc Quang        | 05/05/1965          | "Hãy nâng tâm hồn lên"                                                       | Cần Thơ                          |               |
| 27 †  | Giuse Phạm Văn Thiên             | 06/01/1966          | "Ơn Chúa ở cùng tôi"                                                         | Phú Cường                        |               |
| 28 †  | Phanxicô Xaviê Trần Thanh Khâm   | 06/01/1966          | "Bác ái độ lượng"                                                            | Sài Gòn                          |               |
| 29 †  | Giuse Lê Văn Ấn                  | 09/01/1966          | "Hãy giết mà ăn"                                                             | Xuân Lộc                         |               |
| 30 †  | Phanxicô Xaviê Nguyễn Văn Thuận  | 24/06/1967          | "Vui mừng và hi vọng"                                                        | Nha Trang phó Sài Gòn Vatican    |               |
| 31 †  | Phêrô Nguyễn Huy Mai             | 15/08/1967          | "Ngài cần phải lớn lên, còn tôi thì nhỏ lại"                                 | Ban Mê Thuột                     |               |
| 32 †  | Giacôbê Nguyễn Văn Mầu           | 12/09/1968          | "Yêu thương và lao khổ"                                                      | Vĩnh Long                        |               |
| 33 †  | Phêrô Maria Nguyễn Năng          | 12/03/1971          | "Vâng lời Thầy con thả lưới"                                                 | Vinh                             |               |
| 34 †  | Đa Minh Nguyễn Văn Lãng          | 11/08/1974          | "Trong Ngài, con hằng hi vọng"                                               | Xuân Lộc                         |               |
| 35 †  | Nicôla Huỳnh Văn Nghi            | 11/08/1974          | "Thiên chúa là Tình yêu"                                                     | Sài Gòn Phan Thiết               |               |
| 36 †  | Phaolô Huỳnh Đông Các            | 11/08/1974          | "Hoà bình Chúa Kitô trong vương quốc Ngài"                                   | Quy Nhơn                         |               |
| 37 †  | Bartôlômêô Nguyễn Sơn Lâm        | 17/03/1975          | "Chân lý trong bác ái"                                                       | Đà Lạt Thanh Hoá                 |               |
| 38 †  | Alexis Phạm Văn Lộc              | 27/03/1975          | "Tôi tớ mọi người"                                                           | Kon Tum                          |               |
| 39 †  | Phaolô Nguyễn Văn Hòa            | 05/04/1975          | "Trong tinh thần và chân lý"                                                 | Phan Thiết Nha Trang             |               |
| 40 †  | Gioan Baotixita Bùi Tuần         | 30/04/1975          | "Giới luật mới"                                                              | Long Xuyên                       |               |
| 41 †  | Đa Minh Đinh Huy Quảng           | 07/05/1975          | "Đức mến tha thứ tất cả, tin tưởng tất cả, hy vọng tất cả, chịu đựng tất cả" | Bắc Ninh                         |               |
| 42 †  | Phanxicô Xaviê Nguyễn Quang Sách | 06/06/1975          | "Để phục vụ"                                                                 | Đà Nẵng                          |               |
| 43 †  | Emmanuel Lê Phong Thuận          | 06/06/1975          | "Chính nhờ Ngài, với Ngài, và trong Ngài"                                    | Cần Thơ                          |               |
| 44 †  | Anrê Nguyễn Văn Nam              | 10/06/1975          | "Vui mừng trong Thánh giá Chúa Kitô"                                         | Mỹ Tho                           |               |
| 45 †  | Phêrô Phạm Tần                   | 22/06/1975          | "Khi con trở lại, hãy làm vững tin anh em con"                               | Thanh Hoá                        |               |
| 46 †  | Đa Minh Lê Hữu Cung              | 29/06/1975          | "Mẹ Maria, hi vọng của chúng ta"                                             | Bùi Chu                          |               |
| 47 †  | Phaolô Maria Nguyễn Minh Nhật    | 16/07/1975          | "Phục vụ Chúa trong hân hoan"                                                | Xuân Lộc                         |               |
| 48 †  | Raphael Nguyễn Văn Diệp          | 15/08/1975          | "Hãy tỉnh thức và cầu nguyện"                                                | Vĩnh Long                        |               |
| 49 †  | Stêphanô Nguyễn Như Thể          | 07/09/1975          | "Cho muôn dân được sống"                                                     | Huế                              |               |
| 50 †  | Giacôbê Huỳnh Văn Của            | 22/02/1976          | "Vua trên các vua, Chúa trên các chúa"                                       | Phú Cường                        |               |
| 51 †  | Giuse Phan Văn Hoa               | 30/03/1976          | "Hiền lành và khiêm nhường trong lòng"                                       | Quy Nhơn                         |               |
| 52 †  | Giuse Phan Thế Hinh              | 14/11/1976          | "Xin Vâng ý Cha"                                                             | Hưng Hoá                         |               |
| 53 †  | Giuse Nguyễn Thiện Khuyến        | 24/04/1977          | "Xin Vâng"                                                                   | Phát Diệm                        |               |
| 54 †  | Louis Phạm Văn Nẫm               | 02/02/1978          | "Yêu thương không giả dối"                                                   | TP.HCM                           |               |
| 55 †  | Giuse Maria Nguyễn Tùng Cương    | 18/02/1979          | "Hãy ra khơi"                                                                | Hải Phòng                        |               |
| 56 †  | Vinh Sơn Phaolô Phạm Văn Dụ      | 01/03/1979          | "Theo Chúa trong mọi trường hợp"                                             | Lạng Sơn và Cao Bằng             |               |
| 57 †  | Phêrô Gioan Trần Xuân Hạp        | 04/03/1979          | "Xin cho con say mê Thánh Giá"                                               | Vinh                             |               |
| 58 †  | Giuse Maria Vũ Duy Nhất          | 08/08/1979          | "Lạy Cha, xin vâng ý Cha"                                                    | Bùi Chu                          |               |
| 59 †  | Giuse Maria Đinh Bỉnh            | 08/12/1979          | "Này là Mẹ con"                                                              | Thái Bình                        |               |
| 60 †  | Phanxicô Xaviê Nguyễn Văn Sang   | 22/04/1981          | "Chân lý trong tình thương"                                                  | Hà Nội Thái Bình                 |               |
| 61 †  | Giuse Trịnh Chính Trực           | 15/08/1981          | "Chúa giàu lòng thương xót"                                                  | Ban Mê Thuột                     |               |
| 62 †  | Phêrô Trần Thanh Chung           | 22/11/1981          | "Ngài yêu tôi"                                                               | Kon Tum                          |               |
| 63 †  | Louis Hà Kim Danh                | 10/10/1982          | "Kiên nhẫn thắng mọi sự"                                                     | Phú Cường                        |               |
| 64 †  | Giacôbê Lê Văn Mẫn               | 13/04/1984          |                                                                              | Huế                              |               |
| 65    | Giuse Nguyễn Văn Yến             | 16/12/1988          | "Vâng lời và bình an"                                                        | Phát Diệm                        |               |
| 66 †  | Giuse Maria Nguyễn Quang Tuyến   | 25/01/1989          | "Xin cho chúng hiệp nhất"                                                    | Bắc Ninh                         |               |
| 67 †  | Giuse Nguyễn Phụng Hiểu          | 11/04/1991          | "Các con hãy nên chứng nhân của Thầy"                                        | Hưng Hoá                         |               |
| 68    | Phêrô Nguyễn Văn Nhơn            | 03/12/1991          | "Ngài phải lớn lên"                                                          | Đà Lạt Hà Nội                    |               |
| 69    | Tôma Nguyễn Văn Trâm             | 07/5/1992           | "Hiền lành và khiêm nhượng"                                                  | Xuân Lộc Bà Rịa                  |               |
| 70 †  | Phaolô Maria Cao Đình Thuyên     | 19/11/1992          | "Cùng chịu đóng đinh vào Thập giá Đức Kitô"                                  | Vinh                             |               |
| 71    | Gioan Baotixita Phạm Minh Mẫn    | 11/08/1993          | "Như Thầy yêu thương"                                                        | Mỹ Tho TP.HCM                    |               |
| 72 †  | Phaolô Lê Đắc Trọng              | 15/08/1994          | "Xin vâng ý Chúa"                                                            | Hà Nội                           |               |
| 73 †  | Giuse Nguyễn Tích Đức            | 17/06/1997          | "Đạt tới người mới"                                                          | Ban Mê Thuột                     |               |
| 74 †  | Phêrô Nguyễn Văn Nho             | 18/06/1997          | "Hiền lành và khiêm nhường"                                                  | Nha Trang                        |               |
| 75    | Phêrô Trần Đình Tứ               | 06/01/1999          | "Yêu rồi làm"                                                                | Phú Cường                        |               |
| 76 †  | Phaolô Bùi Văn Đọc               | 20/05/1999          | "Chúa là nguồn vui của con"                                                  | Mỹ Tho TP.HCM                    |               |
| 77    | Giuse Ngô Quang Kiệt             | 29/06/1999          | "Chạnh lòng thương"                                                          | Lạng Sơn và Cao Bằng Hà Nội      |               |
| 78 †  | Giuse Trần Xuân Tiếu             | 29/06/1999          | "Để tất cả nên một"                                                          | Long Xuyên                       |               |
| 79 †  | Phêrô Nguyễn Soạn                | 12/08/1999          | "Thưa Thầy, Thầy biết con yêu mến Thầy"                                      | Quy Nhơn                         |               |
| 80 †  | Phaolô Tịnh Nguyễn Bình Tĩnh     | 30/06/2000          | "Khiêm tốn phục vụ"                                                          | Đà Nẵng                          |               |
| 81 †  | Tôma Nguyễn Văn Tân              | 15/08/2000          | "Hành trình trong đức ái"                                                    | Vĩnh Long                        |               |
| 82 †  | Giuse Hoàng Văn Tiệm             | 08/08/2001          | "Người bảo sao thì cứ làm vậy"                                               | Bùi Chu                          |               |
| 83 †  | Phaolô Nguyễn Thanh Hoan         | 11/08/2001          | "Tin Mừng cho người nghèo khó"                                               | Phan Thiết                       |               |
| 84 †  | Giuse Vũ Duy Thống               | 17/08/2001          | "Tình yêu Chúa Kitô thúc bách tôi"                                           | TP.HCM Phan Thiết                |               |
| 85    | Giuse Vũ Văn Thiên               | 02/01/2003          | "Phục Vụ Trong Niềm Vui Và Hy Vọng"                                          | Hải Phòng Hà Nội                 |               |
| 86    | Phêrô Nguyễn Văn Tốt             | 06/01/2003          | "Hãy đi rao giảng cho muôn dân"                                              | Sứ thần Tòa thánh                |               |
| 87    | Stêphanô Tri Bửu Thiên           | 18/02/2003          | "Đến với muôn dân"                                                           | Cần Thơ                          |               |
| 88 †  | Đa Minh Mai Thanh Lương          | 11/06/2003          | "Anh em không còn là người xa lạ"                                            | Orange, Hoa Kỳ                   |               |
| 89    | Micae Hoàng Đức Oanh             | 28/08/2003          | "Cha chúng con"                                                              | Kon Tum                          |               |
| 90    | Antôn Vũ Huy Chương              | 01/10/2003          | "Xin vâng"                                                                   | Hưng Hóa Đà Lạt                  |               |
| 91    | Giuse Nguyễn Chí Linh            | 04/08/2004          | "Xin cho họ nên một"                                                         | Thanh Hoá Huế                    |               |
| 92    | Đa Minh Nguyễn Chu Trinh         | 11/11/2004          | "Tất cả vì tình yêu Đức Kitô"                                                | Xuân Lộc                         |               |
| 93    | Phanxicô Xaviê Lê Văn Hồng       | 07/04/2005          | "Như một người phục vụ"                                                      | Huế                              |               |
| 94    | Giuse Võ Đức Minh                | 15/12/2005          | "Ngài đã yêu thương họ đến cùng"                                             | Nha Trang                        |               |
| 95    | Phêrô Nguyễn Văn Đệ              | 18/01/2006          | "Hãy cho tôi các linh hồn"                                                   | Bùi Chu Thái Bình                |               |
| 96    | Giuse Châu Ngọc Tri              | 04/08/2006          | "Trời mới đất mới"                                                           | Đà Nẵng Lạng Sơn và Cao Bằng     |               |
| 97    | Giuse Đặng Đức Ngân              | 03/12/2007          | "Đến với muôn dân"                                                           | Lạng Sơn và Cao Bằng Đà Nẵng Huế |               |
| 98    | Cosma Hoàng Văn Đạt              | 07/10/2008          | "Tình thương và sự sống"                                                     | Bắc Ninh                         |               |
| 99    | Phêrô Nguyễn Văn Khảm            | 15/11/2008          | "Hãy theo Thầy"                                                              | TP.HCM Mỹ Tho                    |               |
| 100 † | Lôrensô Chu Văn Minh             | 05/12/2008          | "Phục vụ trong Đức Ái"                                                       | Hà Nội                           |               |
| 101   | Vinh Sơn Nguyễn Văn Bản          | 12/05/2009          | "Hãy bước theo Thần khí"                                                     | Ban Mê Thuột Hải Phòng           |               |
| 102   | Giuse Nguyễn Năng                | 08/09/2009          | "Hiệp thông - phục vụ"                                                       | Phát Diệm TP.HCM                 |               |
| 103   | Tôma Aquinô Vũ Đình Hiệu         | 10/10/2009          | "Ngài yêu đến cùng"                                                          | Xuân Lộc Bùi Chu                 |               |
| 104   | Vinh Sơn Nguyễn Mạnh Hiếu        | 13/01/2010          | "Thầy Ở Cùng Các Con"                                                        | Toronto, Canada                  |               |
| 105   | Mátthêu Nguyễn Văn Khôi          | 04/02/2010          | "Tình yêu Đức Kitô thúc bách chúng tôi"                                      | Quy Nhơn                         |               |
| 106   | Gioan Maria Vũ Tất               | 15/06/2010          | "Sự thật trong yêu thương"                                                   | Hưng Hóa                         |               |
| 107   | Phaolô Nguyễn Thái Hợp           | 23/07/2010          | "Sự thật và tình yêu"                                                        | Vinh Hà Tĩnh                     |               |
| 108   | Giuse Nguyễn Tấn Tước            | 29/04/2011          | "Ngài phải lớn lên"                                                          | Phú Cường                        |               |
| 109   | Vinh Sơn Nguyễn Văn Long         | 23/06/2011          | "Hãy ra khơi"                                                                | Melbourne, Úc Parramatta, Úc     |               |
| 110   | Giuse Đinh Đức Đạo               | 05/04/2013          | "Này Là Mình Thầy"                                                           | Xuân Lộc                         |               |
| 111   | Phêrô Nguyễn Văn Viên            | 04/09/2013          | "Thầy ban cho anh em bình an của Thầy"                                       | Vinh                             |               |
| 112   | Anphong Nguyễn Hữu Long          | 06/09/2013          | "Mang vào mình mùi chiên"                                                    | Hưng Hóa Vinh                    |               |
| 113   | Giuse Trần Văn Toản              | 29/05/2014          | "Vinh quang của tôi là Thánh Giá Đức Kitô"                                   | Long Xuyên                       |               |
| 114   | Aloisiô Nguyễn Hùng Vị           | 03/12/2015          | "Tình thương trong Sự thật"                                                  | Kon Tum                          |               |
| 115   | Phêrô Huỳnh Văn Hai              | 11/12/2015          | "Hãy Ra Khơi Và Thả Lưới"                                                    | Vĩnh Long                        |               |
| 116   | Emmanuel Nguyễn Hồng Sơn         | 20/01/2016          | "Vâng nghe Thánh Thần"                                                       | Bà Rịa                           |               |
| 117   | Giuse Đỗ Mạnh Hùng               | 04/08/2016          | "Hợp nhất trong Đức Tin"                                                     | TP.HCM Phan Thiết                |               |
| 118   | Giuse Nguyễn Thế Phương          | 26/8/2016           | "Đứng vững trong Chúa"                                                       | Kamloops, Canada                 |               |
| 119   | Đa Minh Nguyễn Văn Mạnh          | 31/05/2017          | "Mẹ và Mục Tử"                                                               | Đà Lạt                           |               |
| 120   | Gioan Đỗ Văn Ngân                | 01/06/2017          | "Tựa vào lòng Chúa Giêsu"                                                    | Xuân Lộc                         |               |
| 121   | Louis Nguyễn Anh Tuấn            | 14/10/2017          | "Này con đây"                                                                | TP.HCM Hà Tĩnh                   |               |
| 122   | Tôma Nguyễn Thái Thành           | 19/12/2017          | "Ngài dẫn dắt tôi"                                                           | Orange, Hoa Kỳ                   |               |
| 123   | Giuse Nguyễn Đức Cường           | 27/06/2018          | "Hãy ra chỗ nước sâu và thả lưới"                                            | Thanh Hóa                        |               |
| 124   | Giuse Đỗ Quang Khang             | 14/12/2021          | "Gặp gỡ – Lắng nghe – Phân định"                                             | Bắc Ninh                         | [ 20 ]        |
| 125   | Đa Minh Hoàng Minh Tiến          | 14/02/2022          | "Hiệp nhất và Yêu thương"                                                    | Hưng Hóa                         | [ 21 ]        |
| 126   | Đa Minh Đặng Văn Cầu             | 31/12/2022          | "Này con xin đến"                                                            | Thái Bình                        |               |
| 127   | Giuse Bùi Công Trác              | 03/01/2023          | "Chúa Kitô đang sống"                                                        | TP.HCM                           |               |
| 128   | Gioan Trần Văn Nhàn              | 23/01/2023          | "Chúa quan phòng"                                                            | Atlanta, Hoa Kỳ                  | [ 22 ]        |
| 129   | Phêrô Kiều Công Tùng             | 16/05/2023          | "Cùng đi trong Thần Khí"                                                     | Phát Diệm                        |               |
| 130   | Phêrô Lê Tấn Lợi                 | 18/05/2023          | "Chúa biết con..."                                                           | Cần Thơ                          |               |
| 131   | Giuse Huỳnh Văn Sỹ               | 27/06/2023          | "Vâng Lời Thầy, Con Thả Lưới"                                                | Nha Trang                        |               |
| 132   | Micae Phạm Minh Cường            | 28/09/2023          | "Hiệp nhất trong Chúa Kitô"                                                  | San Diego, Hoa Kỳ                |               |
| 133   | Gioan Baotixita Nguyễn Huy Bắc   | 22/08/2024          | "Có Chúa cùng hoạt động"                                                     | Ban Mê Thuột                     |               |
| 134   | Đa Minh Nguyễn Tuấn Anh          | 09/10/2024          | "Nguyện Ý Chúa nên trọn"                                                     | Xuân Lộc                         |               |
| 135   | Giuse Vũ Công Viện               | 28/11/2024          | "Hiền lành và khiêm nhường trong lòng"                                       | Hà Nội                           |               |
| 136   | Gioakim Nguyễn Xuân Thinh        | 01/02/2025          | "Hãy can đảm, Người gọi con"                                                 | Melbourne, Úc                    |               |
| 137   | Antôn Hoàng Hữu Thư              | 25/03/2025          | "Chúa là nguồn ánh sáng và ơn cứu độ của tôi"                                | Viêng Chăn, Lào                  |               |
| 138   | Phaolô Nguyễn Quang Đĩnh         | 27/05/2025          | "Chính Thầy đây, đừng sợ"                                                    | Hưng Hóa                         |               |

Danh sách các Hồng y:
1. Giuse Maria Trịnh Như Khuê (1898–1978), Hồng y đầu tiên của Việt Nam, được phong ngày 24 tháng 5 năm 1976. Hồng y bậc linh mục (Tổng Giám mục TGP Hà Nội)
2. Giuse Maria Trịnh Văn Căn (1921–1990), được phong ngày 16 tháng 5 năm 1979. Hồng y bậc linh mục (Tổng Giám mục TGP Hà Nội)
3. Phaolô Giuse Phạm Đình Tụng (1919–2009), được phong ngày 26 tháng 11 năm 1994. Hồng y bậc linh mục (Tổng Giám mục TGP Hà Nội)
4. Phanxicô Xaviê Nguyễn Văn Thuận (1928–2002), được phong ngày 21 tháng 2 năm 2001. Hồng y bậc phó tế (Tổng giám mục hiệu tòa Vadesi, Chủ tịch Hội đồng Giáo hoàng về Công lý và Hòa bình)
5. Gioan Baotixita Phạm Minh Mẫn (sinh 1934), được phong ngày 20 tháng 10 năm 2003. Hồng y bậc linh mục (Tổng Giám mục TGP Thành phố Hồ Chí Minh)
6. Phêrô Nguyễn Văn Nhơn (sinh 1938), được phong ngày 14 tháng 2 năm 2015. Hồng y bậc linh mục (Tổng Giám mục TGP Hà Nội)

Ghi chú:
- : Hồng y
- : Tổng giám mục chính tòa
- phó: Tổng giám mục phó
- : Giám mục chính tòa
- : Giám mục phó, phụ tá hoặc Giám quản tông tòa, Đại diện tông tòa
- : (Tổng) Giám mục hiệu tòa mà không phải là (Tổng) Giám mục phó hoặc phụ tá

## Một số kỷ lục
Mười giám mục được bổ nhiệm trẻ nhất
(gồm năm sinh, năm bổ nhiệm giám mục)
1. Đa Minh Hoàng Văn Đoàn (1912; 1950) 38 tuổi
2. Vinh Sơn Phaolô Phạm Văn Dụ (1922; 1960) 38 tuổi
3. Philipphê Nguyễn Kim Điền (1921; 1960) 39 tuổi
4. Phanxicô Xaviê Nguyễn Văn Thuận (1928; 1967) 39 tuổi
5. Stêphanô Nguyễn Như Thể (1935; 1975) 40 tuổi
6. Gioan Trương Cao Đại (1913; 1953) 40 tuổi
7. Phêrô Máctinô Ngô Đình Thục (1897; 1938) 41 tuổi
8. Phêrô Maria Phạm Ngọc Chi (1909; 1950) 41 tuổi
9. Giuse Maria Phạm Năng Tĩnh (1917; 1959) 42 tuổi
10. Giuse Maria Trịnh Văn Căn (1921; 1963) 42 tuổi
11. Giuse Vũ Văn Thiên (1960; 2002) 42 tuổi

Mười giám mục tuổi thọ nhất
1. Antôn Nguyễn Văn Thiện (13 tháng 3, 1906-13 tháng 5, 2012) 106 tuổi
2. Micae Nguyễn Khắc Ngữ (2 tháng 2, 1909-10 tháng 6, 2009) 100 tuổi
3. Giacôbê Nguyễn Văn Mầu (22 tháng 1, 1914-31 tháng 1, 2013) 99 tuổi
4. Gioan Baotixita Bùi Tuần (21 tháng 1, 1927 – 27 tháng 7, 2024) 97 tuổi
5. Phêrô Trần Thanh Chung (10 tháng 11, 1926 - 10 tháng 9, 2023) 96 tuổi
6. Phaolô Maria Cao Đình Thuyên (7 tháng 1, 1927 - 29 tháng 8, 2022) 95 tuổi
7. Phaolô Tịnh Nguyễn Bình Tĩnh (30 tháng 5, 1930 - 21 tháng 11, 2023) 93 tuổi
8. Phaolô Bùi Chu Tạo (21 tháng 1,1909 - 5 tháng 5, 2001) 92 tuổi
9. Phaolô Lê Đắc Trọng (15 tháng 6, 1918 -7 tháng 9, 2009) 91 tuổi
10. Gioan Baotixita Phạm Minh Mẫn ( 5 tháng 3,1934-...) 91 tuổi.